# (14588) Pharrams
(14588) Pharrams (1998 RH73) – planetoida z pasa głównego asteroid okrążająca Słońce w ciągu 3,63 lat w średniej odległości 2,36 j.a. Odkryta 14 września 1998 roku.